# Waddesdon Manor

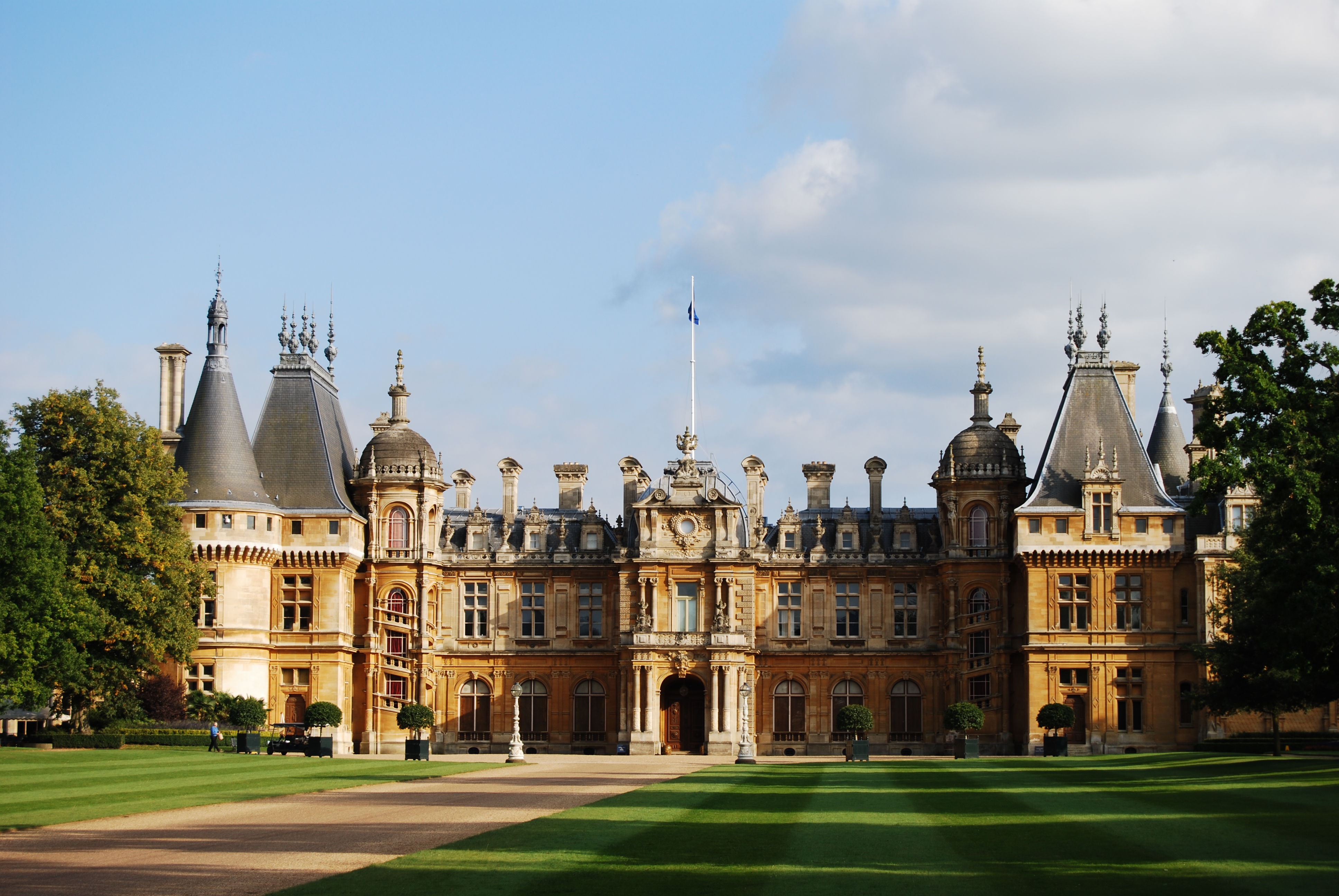
Waddesdon Manor, fachada de la entrada norte.

Waddesdon Manor es una casa de campo situada en el pueblo de Waddeston, en el condado de Buckinghamshire, Inglaterra. La casa fue construida en una colina con vistas al pueblo de Waddesdon, en estilo neo-renacentista de castillo francés, entre 1874 y 1889, como finca de recreo para el barón Ferdinand de Rothschild (1839-1898), miembro de la familia de banqueros Rothschild. El arquitecto fue Hippolyte Destailleur. 
Hoy en día Waddesdon es propiedad del National Trust, pero recientemente, tras una intensiva restauración, ha sido y continúa siendo administrado por la familia Rothschild encabezada por Jacob, 4.º Barón de Rothschild. 

## Historia

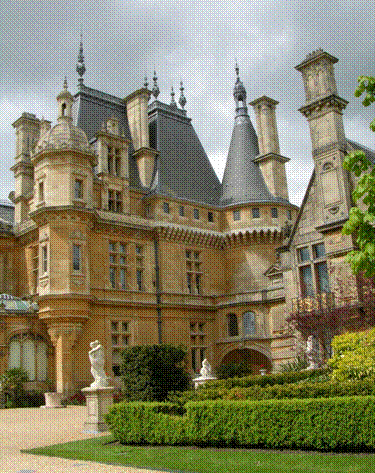
Torres de Waddesdon Manor.

El Barón organizaba fastuosas fiestas y para albergarlas pensó en una casa que recrease el estilo renacentista de los grandes castillos y palacios del Valle del Loira. El arquitecto Destailleur ya tenía experiencia en trabajos de este tipo: había supervisado la restauración de muchos castillos en esa región, en particular la del Castillo de Mouchy. A través de la visión de Destailleur, Waddesdon Manor fue construido en un estilo ecléctico inspirado en los castillos que admiraba su patrón, el barón Ferdinand. Las torres de Waddesdon están basadas en las del castillo de Maintenon, y las torres de las escaleras de la fachada norte están inspiradas en las del castillo de Chambord. Sin embargo, tras el incomparable lujo de Waddesdon, las ventanas de las torres en Waddesdon eran de cristal, a diferencia de las de la escalera en Chambord. También están mucho más ornamentadas.
El diseño estructural de Waddesdon, sin embargo, no fue del todo retrospectivo. Ocultas a la vista están las más modernas innovaciones de finales del siglo XIX, entre ellas la estructura de acero, que aguanta la carga de las paredes de los pisos superiores, y por consiguiente, permite que el diseño de estas plantas sea completamente diferente del de los pisos inferiores. El edificio también tiene adelantos inusuales para la época: tanto agua caliente como fría en los baños, calefacción central, y un sistema eléctrico de campanillas para llamar a los numerosos sirvientes.
Una vez que el castillo estuvo terminado, el barón Ferdinand instaló su gran colección de tapices, frisos, objetos de madera y cerámica franceses del siglo XVIII; cuadros ingleses y holandeses; y obras de arte renacentistas. Se llevó a cabo un extenso proceso de paisajismo y mejora de los jardines con estatuas, pabellones y un aviario. La hermosa fuente de Proserpina fue traída hasta la casa a finales de 1800 desde el Palacio de los duques de Parma en el norte de Italia (Palacio Ducal de Parma). Los terrenos fueron embellecidos por el paisajista francés Lainé. Se realizó un completo trasplante de árboles completamente crecidos, metiendo sus raíces en cloroformo, para que el proceso no fuera perjudicial para los árboles. Muchos grandes árboles fueron trasplantados con éxito, causando tal maravilla en su día que en 1890 la reina Victoria, fue invitada a verlos. La reina, sin embargo, quedó más impresionada con el sistema de iluminación eléctrica que con los maravillosos jardines: tan fascinada se quedó por algo que no había visto antes, que se sabe que estuvo diez minutos encendiendo y apagando un candelabro eléctrico.
Cuando murió el barón Ferdinand en 1898, la casa pasó a manos de su hermana Alice de Rothschild, que amplió las colecciones. Las colecciones de arte renacentista y armas del barón fueron legadas al Museo Británico como “El legado de Waddesdon”. Durante la II Guerra Mundial, niños menores de cinco años fueron evacuados de Londres y vivieron en Waddesdon Manor.
Tras la muerte de Alice de Rothschild en 1922, la casa y las colecciones pasaron a su sobrino-nieto James A. “Jimmy” de Rothschild de la rama francesa de la familia, que además enriqueció la colección con objetos de la colección de su difunto padre el barón Edmond James de Rothschild de París.
Cuando James de Rothschild murió en 1957, legó Waddesdon Manor, 81 hectáreas de terreno y su contenido al National Trust, para que fuera preservado para la posteridad. El National Trust también recibió del barón la mayor donación de su historia: 750.000 libras.
Una cercana propiedad auxiliar, el Pabellón Eythrope, fue construida para Alice de Rothschild por el arquitecto George Devey. Se convirtió en la casa de la viuda de James de Rothschild, Dorothy de Rothschild, generalmente conocida como "la señora James"; ella tomó gran interés en Waddesdon durante el resto de su larga vida. Eythrope y el resto de la finca Waddesdon permanecieron en propiedad de su heredero, el 4.º Lord de Rothschild. 
Jacob Rothschild, 4.º Lord de Rothschild, ha sido recientemente un importante benefactor de Waddesdon Manor, y, a través de la asociación benéfica privada de la familia, ha supervisado una importante restauración, e introducido nuevas colecciones, promoviendo de este modo lugares de interés. En un acuerdo sin precedentes, el National Trust le ha dado permiso para dirigir Waddesdon Manor de una forma semiindependiente.

## Colecciones
La mansión albergó en el pasado valiosas pinturas, muchas de las cuales fueron ingresando en diversos museos públicos del país. Con todo, aún subsisten piezas dignas de mención: óleos de Gabriël Metsu, Boucher, Chardin, Thomas Gainsborough, Joshua Reynolds, Francesco Guardi... así como importantes muebles, objetos de plata y porcelanas. Destacan tres porcelanas de Sèvres en forma de barco, de las que apenas se conocen otros siete ejemplares similares en el mundo; y también es reseñable un autómata de 1774, que representa a un elefante. La mansión también cuenta con un conjunto de siete paneles decorativos que ilustran el famoso cuento de La bella durmiente, realizados por Léon Bakst; un Libro de horas con miniaturas de Simon Bening; y un retrato de Lucian Freud.
En un robo el 10 de junio de 2003, aproximadamente unas 100 preciadas cajas para tabaco doradas y otros objetos fueron robados de la colección. Ninguno fue recuperado intacto, aunque algunas piezas se encontraron en medio de oro fundido en los restos de un coche quemado cerca de la Mansión. Estos objetos, muchos con incrustaciones de diamantes, habían pertenecido, entre otros, a María Antonieta y Madame de Pompadour. Eran insustituibles.